# Тиле, Иоганн Фридрих Людвиг
Иоганн Фридрих Людвиг Тиле (нем. Johann Friedrich Ludwig Thiele, известен также как Луи Тиле, нем. Louis Thiele; 18 ноября 1816, Кведлинбург — 17 сентября 1848, Берлин) — немецкий органист и композитор.
Сын кантора. В 1833—1836 гг. учился в Берлинском Королевском институте церковной музыки у Августа Вильгельма Баха. Затем работал органистом в Берлине. Умер от холеры. Заботу об издании сочинений Тиле (а также о его детях) взял на себя его друг и соученик Карл Август Хаупт. Органные произведения Тиле пользовались значительной популярностью в XIX веке: так, сообщается, что соната Тиле входила в репертуар первых в США органных концертов в середине 1850-х гг.
Сын Тиле, Рихард Тиле (1847—1903), также стал композитором, ему принадлежит несколько песен и маршей, пользовавшихся в Германии определённой известностью.